# Liste der Bodendenkmale in Meyenburg
In der Liste der Bodendenkmale in Meyenburg sind alle Bodendenkmale der brandenburgischen Stadt Meyenburg und ihrer Ortsteile aufgelistet. Grundlage ist die Veröffentlichung der Landesdenkmalliste mit dem Stand vom 31. Dezember 2020.
Die Baudenkmale sind in der Liste der Baudenkmale in Meyenburg aufgeführt.

## Bodendenkmale
| Gemarkung                  | Flur          | Kurzansprache                                                                       | Bodendenkmalnummer | Bemerkung | Bild |
| -------------------------- | ------------- | ----------------------------------------------------------------------------------- | ------------------ | --------- | ---- |
| Meyenburg (Lage)           | 106           | Hügelgräberfeld Bronzezeit                                                          | 111501             |           |      |
| Meyenburg (Lage)           | 8             | Siedlung Eisenzeit                                                                  | 111502             |           |      |
| Meyenburg (Lage)           | 110           | Gräberfeld Urgeschichte                                                             | 111503             |           |      |
| Meyenburg (Lage)           | 110           | Siedlung Urgeschichte                                                               | 111504             |           |      |
| Meyenburg (Lage)           | 107           | Gräberfeld Bronzezeit                                                               | 111505             |           |      |
| Meyenburg (Lage)           | 106           | Gräberfeld Bronzezeit, Siedlung Neolithikum                                         | 111507             |           |      |
| Meyenburg (Lage)           | 102           | Siedlung Bronzezeit, Siedlung Neolithikum                                           | 111508             |           |      |
| Meyenburg (Lage)           | 104           | Siedlung Urgeschichte                                                               | 111510             |           |      |
| Meyenburg (Lage)           | 111, 113      | Wüstung deutsches Mittelalter                                                       | 111511             |           |      |
| Meyenburg (Lage)           | 109           | Wüstung deutsches Mittelalter                                                       | 111515             |           |      |
| Meyenburg (Lage)           | 105, 106, 152 | Siedlung slawisches Mittelalter, Siedlung römische Kaiserzeit, Siedlung Steinzeit   | 111519             |           |      |
| Meyenburg (Lage)           | 106, 107      | Siedlung römische Kaiserzeit, Siedlung Urgeschichte                                 | 111520             |           |      |
| Meyenburg (Lage)           | 107           | Gräberfeld Bronzezeit                                                               | 111523             |           |      |
| Meyenburg (Lage)           | 107           | Wüstung deutsches Mittelalter                                                       | 111524             |           |      |
| Meyenburg (Lage)           | 11            | Burg deutsches Mittelalter, Schloss Neuzeit                                         | 111534             |           |      |
| Meyenburg (Lage)           | 110, 9        | Siedlung Ur- und Frühgeschichte                                                     | 111544             |           |      |
| Meyenburg (Lage)           | 16, 9         | Gräberfeld Bronzezeit                                                               | 111545             |           |      |
| Meyenburg (Lage)           | 9             | Acker deutsches Mittelalter                                                         | 111546             |           |      |
| Meyenburg (Lage)           | 11, 112       | Burgwall deutsches Mittelalter                                                      | 111632             |           |      |
| Meyenburg (Lage)           | 11, 4, 5      | Altstadt Neuzeit, Altstadt deutsches Mittelalter, Befestigung deutsches Mittelalter | 111633             |           |      |
| Meyenburg, Schmolde (Lage) | 16, 109, 104  | Gräberfeld römische Kaiserzeit, Wüstung deutsches Mittelalter                       | 111516             |           |      |